# Your Hit Parade
Your Hit Parade es un programa de música de radio y televisión estadounidense que se emitió desde 1935 hasta 1953 en la radio y se vio desde 1950 hasta 1959 en la televisión. Fue patrocinado por Lucky Strike Cigarettes de American Tobacco. Durante estos 24 años, el espectáculo contó con 19 directores y 52 cantantes o grupos. Muchos oyentes y espectadores se refirieron casualmente al programa con el título equivocado The Hit Parade.
Cuando el programa debutó, no hubo acuerdo sobre cómo debería llamarse. La prensa se refirió a él de varias formas, siendo las más comunes "Hit Parade", "The Hit Parade" e incluso "The Lucky Strike Hit Parade". El título del programa no se cambió oficialmente a "Your Hit Parade" hasta el 9 de noviembre de 1935.
Todos los sábados por la noche, el programa presentaba las canciones más populares y más vendidas de la semana. El formato más temprano implicó una interpretación de las 15 mejores canciones. Más tarde, una cuenta regresiva de fanfarrias llevó a los tres finalistas principales, con la canción número uno para el final. Las presentaciones ocasionales de estándares y otras canciones favoritas del pasado se conocían como "Lucky Strike Extras".
Se informó a los oyentes que "su encuesta de Hit Parade comprueba los más vendidos en partituras y discos fonográficos, las canciones más escuchadas en el aire y más reproducidas en máquinas automáticas de monedas, una tabulación precisa y auténtica del gusto de Estados Unidos por la música popular". Sin embargo, el procedimiento exacto para esta "tabulación verdadera" permaneció en secreto. Algunos creen que las elecciones de canciones a menudo eran arbitrarias debido a varios factores de rendimiento y producción. Las agencias de publicidad del programa, inicialmente Lord y Thomas, luego Batten, Barton, Durstine & Osborne, nunca revelaron las fuentes o métodos específicos que se utilizaron para determinar los mejores resultados. Hicieron una declaración general de que se basaba principalmente en "lecturas de solicitud de radio, ventas de partituras, favoritos de los salones de baile y pestañas de la máquina de discos"; Radio Guide afirmó "una encuesta de popularidad nacional sin fin".

## Radio

### Los primeros esfuerzos de radio de Lucky Strike
Los orígenes del formato se remontan al Lucky Strike Saturday Night Dance Party  patrocinado por los cigarrillos Lucky Strike. Dirigido por Benjamin A. Rolfe, el programa se escuchó en la red NBC Red los sábados entre las 10 y las 11 p. m. Eastern Standard Time a partir de septiembre de 1928. El programa fue ideado por George W. Hill de American Tobacco en un intento de popularizar el consumo de productos de tabaco, que eran cada vez más utilizados por jóvenes y mujeres. Para este último grupo demográfico, la empresa también lanzó el eslogan "Reach for a Lucky en lugar de a sweet" al mismo tiempo. En una promoción cruzada, Rolfe hizo grabaciones para Edison Records acreditadas como "B.A. Rolfe y su Lucky Strike Orchestra".
A partir de abril de 1930, el programa se conoció como The Lucky Strike Dance Hour, ya que un segundo programa de una hora comenzó a transmitirse los miércoles por la noche en la cadena NBC Blue (9.30 a 10.30 p. m.). Durante el otoño, el programa del miércoles fue reemplazado por transmisiones nocturnas de martes y jueves, también en NBC Red.
Durante sus primeros tres años, el programa contó con la banda de Rolfe tocar canciones populares y melodías novedosas intercaladas con tapones para Lucky Strikes por el locutor, cuyo otro papel era la introducción de cada número. Durante el otoño de 1931, el programa fue renovado como The Lucky Strike Magic Carpet Show, un programa de variedades presentado por Walter O'Keefe con las orquestas de Rolfe, Anson Weeks, Jack Denny, George Olsen, Abe Lyman, Phil Harris y otros. exclusivamente por Jules Stein de Music Corporation of America, y las bandas se seleccionaron de diversos puntos de los EE. UU. en lugar de originarse completamente en Nueva York, lo que era una novedad en ese momento. Los segmentos de "variedad" incluyeron dramatizaciones de casos del Departamento de Policía de Nueva York, chismes de la sociedad de Walter Winchell (entonces columnista de chismes del tabloide New York Daily Mirror de Hearst, con un estilo diferente al que más se recuerda) y comedia de Bert Lahr y Jack Pearl. Durante la primavera y el verano de 1933, las transmisiones de los martes y jueves se eliminaron gradualmente y el espectáculo volvió al formato original Lucky Strike Saturday Night Dance Party con la orquesta de Rolfe y el trío Men About Town, que se extenderá hasta principios de 1934.

### Your Hit Parade en la radio (1935-1953)
Your Hit Parade comenzó en NBC el 20 de abril de 1935 como un programa de 60 minutos con 15 canciones reproducidas en un formato aleatorio antes de presentar la canción número 1. Inicialmente, las canciones eran más importantes que los cantantes, por lo que un grupo de vocalistas quedó sin acreditar y se les pagó $ 100 por episodio, lo que equivale a $ 1864.81 en la actualidad. En 1936-1937, se transmitió tanto en NBC como en CBS. La continuidad del guion a fines de la década de 1930 y principios de la de 1940 fue escrita por Alan Jay Lerner antes de encontrar la fama como letrista. La primera canción número uno en el primer episodio fue "Soon" de Bing Crosby. (Bruce C. Byrd, Your Hit Parade & American Top Ten Hits, cuarta edición, 1994, p 15.)
Pasaron algunos años antes de que se introdujera el formato de cuenta regresiva, con un número de canciones que variaba de siete a 15. Los vocalistas de la década de 1930 incluían a Buddy Clark, Lanny Ross, Kay Thompson y Bea Wain (1939-1944), quien estaba casada con el locutor del programa. , André Baruch, nacido en Francia. Frank Sinatra se unió al programa en 1943, lo que le dio aún más popularidad al programa. Sin embargo, en 1944, la mudanza de Sinatra a Hollywood provocó un conflicto con American Tobacco, ya que determinó que el cantante era quien debía pagar los costos de producción (incluida la conexión telefónica a Nueva York) y fue despedido por estropear el No. 1 canción, "Don't Fence Me In" interviniendo un murmullo en el sentido de que la canción tenía demasiadas palabras y falta una pista. Una transcripción AFRS sobrevive de este programa. A medida que aumentaba su popularidad, lo volvieron a contratar y regresó (1947-1949) para coprotagonizar con Doris Day.
Your Hit Parade, muy popular en CBS durante los años de la Segunda Guerra Mundial, regresó a NBC en 1947. El tema de apertura del programa, de la revista musical George White's Scandals of 1926, fue "This Is Your Lucky Day", con música de Ray Henderson y letra de Buddy G. DeSylva, Stephen W. Ballantine y Lew Brown.
Los líderes de orquesta a lo largo de los años incluyeron a Al Goodman, Lennie Hayton, Abe Lyman, Leo Reisman, Harry Salter, Ray Sinatra, Harry Sosnik, Axel Stordahl, Peter Van Steeden, Mark Warnow y Raymond Scott (1949-1957). El coro fue dirigido por el director musical Lyn Murray.
Decenas de cantantes aparecieron en el programa de radio, incluidos "Wee" Bonnie Baker, Dorothy Collins, Beryl Davis, Gogo DeLys, Joan Edwards (1941-1946), Georgia Gibbs, Dick Haymes, Snooky Lanson, Gisèle MacKenzie, Johnny Mercer, Andy Russell, Dinah Shore, Ginny Simms, Lawrence Tibbett, Martha Tilton, Eileen Wilson, Barry Wood y vocalistas invitados ocasionales. El espectáculo contó con dos subastadores de tabaco, Lee Aubrey "Speed" Riggs de Goldsboro, Carolina del Norte y F.E. Boone de Lexington, Kentucky.
Desde el verano de 1950 hasta principios del verano de 1951 (el primer año del programa de televisión Hit Parade), las estrellas del programa de televisión, Eileen Wilson, Snooky Lanson y Dorothy Collins, también protagonizaron el programa de radio Hit Parade. (Wilson había cantado en el programa de radio desde 1948.) A partir del otoño de 1950, el programa de radio y el programa de televisión se transmitían los sábados; el programa de radio se escuchó de 9: 00-9: 30 p. m., hora del Este, y el programa de televisión se vio de 10: 30-11: 00 p. m., hora del Este. Ambos espectáculos contaron con la Lucky Strike Orchestra, dirigida por Raymond Scott.
En el otoño de 1951, el programa de radio se trasladó a los jueves por la noche y se cambió su personal y formato. El espectáculo, todavía patrocinado por Lucky Strike, ahora protagonizado por Guy Lombardo y sus Royal Canadians. Vocalistas de la orquesta de Lombardo cantaron en la nueva versión del programa de radio, que también contó con una vocalista invitada cada semana; el vocalista invitado fue llamado la "Estrella de la Suerte de la Semana". Guy Lombardo fue el presentador del programa hasta el 16 de enero de 1953, cuando el programa de radio Hit Parade se emitió por última vez.

#### Serie spin-off
El éxito del programa de radio generó una serie derivada, Your All-Time Hit Parade, patrocinada por Lucky Strike y dedicada a los favoritos y estándares de todos los tiempos mezclados con algunos éxitos actuales. El programa comenzó en NBC el 12 de febrero de 1943, transmitiéndose los viernes a las 8:30 pm hasta el 2 de junio de 1944, y luego los domingos a las 7 pm como reemplazo de verano de Jack Benny, continuando hasta el 24 de septiembre de 1944. Los vocalistas habituales eran Marie Green, Ethel Smith, Martha Stewart, Bea Wain y Jerry Wayne. Lyn Murray dirigió el coro y la orquesta fue dirigida por Mark Warnow.
El 6 de diciembre de 1948, Lucky Strike presentó otra serie musical, la diurna Your Lucky Strike, también conocida como The Don Ameche Show, ya que el presentador era Don Ameche. Este programa de 30 minutos, que se transmite de lunes a viernes a las 3:30 pm (et) en CBS, fue una competencia de talentos con vocalistas profesionales poco conocidos y desconocidos, respaldados por Al De Crescent al órgano o Bill Wardell al piano. Los artistas fueron juzgados por un trío de amas de casa al azar que emitieron votos a través de llamadas telefónicas de larga distancia. Los ganadores fueron registrados en Mocambo, Earl Carroll's u otros clubes nocturnos. Producido por Bernard Schubert y dirigido por Harlan Dunning, este espectáculo también contó con el subastador Riggs. Salió del aire el 4 de marzo de 1949.
A principios de la década de 1980, André Baruch y Bea Wain presentaron una versión de radio sindicada de Your Hit Parade, reconstruyendo la lista de éxitos de semanas seleccionadas en la década de 1940 y reproduciendo las grabaciones originales.

### Your Hit Parade en televisión (1950-1959)
André Baruch continuó como locutor cuando el programa llegó a la televisión NBC en el verano de 1950 (Del Sharbutt lo sucedió en la temporada 1957-58), escrito por William H. Nichols y producido, en sus primeros años, por Dan Lounsbery y Ted. Grillete. Norman Jewison y Clark Jones (nominados a un premio Emmy de 1955) dirigidos con el director asociado Bill Colleran. Tony Charmoli ganó un Emmy en 1956 por su coreografía, y los otros directores de danza del espectáculo fueron Tom Hansen (1957–58), Peter Gennaro (1958–59) y Ernie Flatt (sin acreditación). Paul Barnes ganó un Emmy en 1957 por su dirección de arte. En 1953, el programa ganó un premio Peabody "por su buen gusto constante, perfección técnica y elección infalible de artistas".
Las siete canciones mejor calificadas de la semana se presentaron en elaborados números de producción televisiva que requerían constantes cambios de vestuario y escenario. Sin embargo, debido a que las mejores canciones a veces permanecían en las listas durante muchas semanas, era necesario encontrar continuamente formas de idear un número de producción nuevo y diferente de la misma canción semana tras semana. Después de que el programa fuera renovado en septiembre de 1957, las canciones principales se redujeron a cinco, mientras que se aumentaron los "extras".
En la serie de televisión, las vocalistas Dorothy Collins (1950–1957, 1958–59), Russell Arms (1952–1957), Snooky Lanson (1950–1957) y Gisèle MacKenzie (1953–1957) fueron las más destacadas durante los años pico del programa. . Durante este tiempo, MacKenzie tuvo su propio récord de éxitos en 1955 con "Hard to Get", que subió al puesto número 5 en junio de 1955 y permaneció en las listas durante 16 semanas. También protagonizó su propio programa de variedades de NBC, The Gisele MacKenzie Show de 1957 a 1958, producido por su mentor, el comediante Jack Benny. Russell Arms también disfrutó de un récord de éxito durante su paso por el programa: "Cinco Robles (Five Oaks)" (# 22/1957).
La formación de los otros cantantes del programa incluyó a Eileen Wilson (1950-1952), Sue Bennett (1951-1952), June Valli (1952-1953), Alan Copeland (1957-1958), Jill Corey (1957-1958), Johnny Desmond (1958–59), Virginia Gibson (1957–58) y Tommy Leonetti (1957–58). Todos eran intérpretes de estándares, melodías de espectáculos o números de big band. Destacaron de forma destacada los bailarines de Hit Parade y los Hit Paraders, los cantantes corales del programa. El arreglista vocal y director coral del Hit Parade fue Ray Charles (1950-1957). Comenzó con los programas piloto en 1949 pero no recibió facturación hasta 1955 porque trabajaba simultáneamente con un coro en un programa patrocinado por una marca competidora (cigarrillos Chesterfield). Los Hit Paraders cantaron el jingle comercial de apertura (compuesto por Raymond Scott):
Be happy, go Lucky,
Be happy, go Lucky Strike
Be happy, go Lucky,
Go Lucky Strike today!

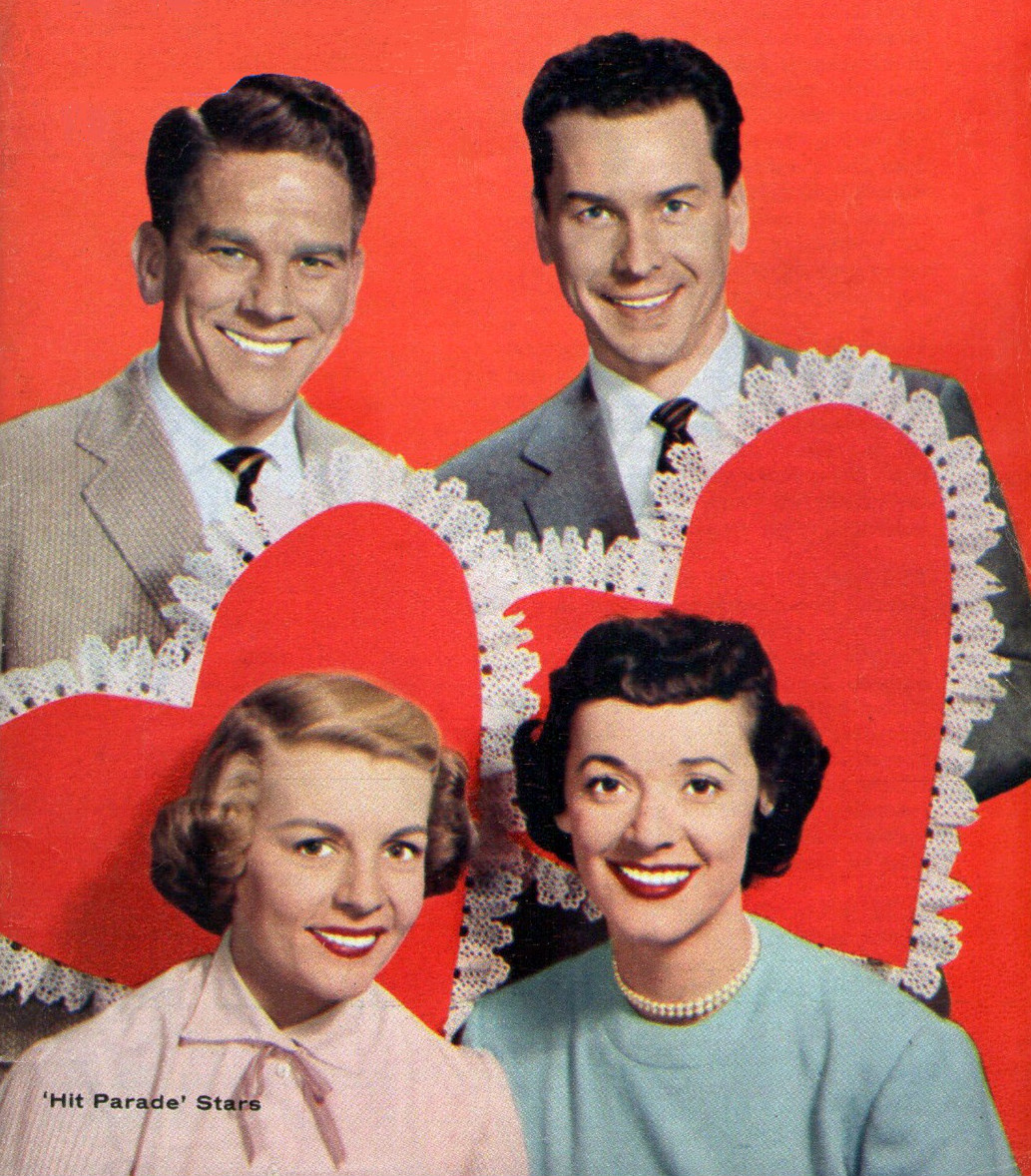
Los vocalistas de televisión de su Hit Parade (arriba, de izquierda a derecha)): Snooky Lanson, Russell Arms y (abajo, de izq. A der.) Dorothy Collins, Gisèle MacKenzie.

Durante la temporada 1950-1951 Bob Fosse apareció como bailarín invitado en varios episodios, con su compañera Mary Ann Niles. Desde 1950 hasta 1957, la orquesta estuvo dirigida por el conocido director de orquesta y músico Raymond Scott (quien se casó con Dorothy Collins en 1952); Los otros supervisores musicales del programa fueron Dick Jacobs (1957–58) y Harry Sosnik (1958–59). Durante la temporada 1957–58, el patrocinador American Tobacco lanzó cigarrillos con filtro Hit Parade en lugar de Lucky Strikes. Los patrocinadores alternativos incluyeron la división Crosley de Avco Manufacturing (1951–54), los productos para el cuidado del cabello Richard Hudnut (1954–57) y The Toni Company (1957–58).
Your Hit Parade terminó en la clasificación de Nielsen en el puesto 29 en la temporada 1950-1951, en el puesto 30 en 1953-1954, en el puesto 15 en 1954-1955 y en el puesto 23 en 1955-1956.
El espectáculo se desvaneció con el auge del rock and roll cuando la actuación se volvió más importante que la canción. Se dice que los intentos semanales del cantante de big band Snooky Lanson de interpretar el éxito "Hound Dog" de Elvis Presley en 1956 aceleraron el final de la serie.
En el otoño de 1957, el programa se renovó: la producción se trasladó a Hollywood con un nuevo elenco y ahora se transmitía en color, siendo el primer programa de televisión en ser presentado por la versión animada del pavo real "Living Color" (presentado un año antes y hoy el logo de NBC). Pero las bajas calificaciones hicieron que el programa volviera a Nueva York y en blanco y negro en 1958, cambiando a CBS antes de ser cancelado el año siguiente. Si bien Your Hit Parade no pudo lidiar con la revolución del rock, los conceptos de producción imaginativos del programa tuvieron una influencia obvia en la ola de videos musicales que comenzó en la década siguiente.
CBS también lo trajo de regreso para un breve resurgimiento de verano en 1974 y 1975. Esa versión contó con Kelly Garrett, Sheralee y Chuck Woolery. La versión de 1974 de Your Hit Parade también incluyó canciones de éxito de una semana designada en las décadas de 1940 o 1950. Milton DeLugg dirigió la orquesta y Chuck Barris preparó esta serie.
El tema de cierre familiar del programa fue "So Long for A While":
So long for a while.
That's all the songs for a while.
So long to Your Hit Parade,
And the tunes that you picked to be played.
So long!